# スーパーソニック&デモニック・リリックス
『スーパーソニック&デモニック・リリックス』 (Supersonic and Demonic Relics) は、モトリー・クルーが1999年にリリースしたコンピレーション・アルバム。
　1998年にエレクトラ・レコードを離れたモトリー・クルーは自らのレーベル、モトリー・レコードを設立。翌年1999年にデビュー・アルバム『華麗なる激情』から当時の最新作『ジェネレーション・スワイン』までのすべてのオリジナル・アルバムにボーナス・トラックを追加収録、リマスターを施して再発売した。その際に過去のコンピレーション・アルバムなどに分散してオリジナル・アルバム未収録となっていた楽曲、および未発表曲をまとめて1枚のアルバムとしたものが本作である。
2003年のレーベル移籍の際にエンハンスド・ビデオトラックが追加収録された。

## 収録曲
1. ティーザー - Teaser  [5:17]
  - トミー・ボーリンのカバー。1989年にリリースされたチャリティ・アルバム『STAIRWAY TO HEAVEN / HIGHWAY TO HELL』への提供曲。1991年リリースの『デケイド・オブ・デカダンス』にも収録された。
2. プライマル・スクリーム - Primal Scream  [4:46]
  - 『デケイド・オブ・デカダンス』収録曲
3. シナーズ＆セインツ - Sinners & Saints [2:26]
  - 1983年製作。『シャウト・アット・ザ・デヴィル』からの未発表曲。
4. モンスタラス - Monsterous [1:03]
  - 1988年製作。『ドクター・フィールグッド』からの未発表曲。
5. セイ・イェー - Say Yeah [5:05]
  - 1988年製作。『ドクター・フィールグッド』からの未発表曲。
6. プラネット・ブーン - Planet Boom [3:48]
  - 1994年リリースの『クォータナリー』に収録されたトミーのソロ曲。
7. ビタースウィート - Bittersuite [3:17]
  - 『クォータナリー』に収録されたミックのソロ曲。
8. ファザー - Father [3:59]
  - 『クォータナリー』に収録されたニッキーのソロ曲。
9. アナーキー・イン・ザ・U.K. - Anarchy in the U.K. [3:21]
  - セックス・ピストルズのカバー。『デケイド・オブ・デカダンス』収録曲
10. ソー・グッド・ソー・バッド - So Good, So Bad [3:56]
  - 1985年製作。『シアター・オブ・ペイン』からの未発表曲。
11. フーリガンズ・ホリデイ（エクステンデッド・ホリデイ・ヴァージョン） - Hooligan's Holiday(Extended holiday version by Skinny Puppy) [11:07]
  - 1994年リリースのシングル曲のリミックス・ヴァージョン。『クォータナリー』日本盤他に収録。
12. ロックン・ロール・ジャンキー - Rock N' Roll Junkie [4:01]
  - 1990年公開の映画『フォード・フェアレーンの冒険』サウンドトラックへの提供曲。『デケイド・オブ・デカダンス』に収録。
13. アンジェラ - Angela [3:55]
  - 『デケイド・オブ・デカダンス』収録曲
14. ムード・リング - Mood Ring [2:22]
  - 1984年に収録されたもの。
15. ドクター・フィールグッド（ライヴ） - Dr.Feelgood [6:43]
  - 『デケイド・オブ・デカダンス』の日本盤ボーナストラック。
16. ノッケン・デッド・キッド（デモ） - Knock 'Em Dead, Kid(Demo) [3:39]＊日本盤ボーナストラック
  - 『シャウト・アット・ザ・デヴィル』収録曲のデモ音源。
17. アナーキー・イン・ザ・U.K. - Anarchy in the U.K. ＊エンハンスド・ビデオトラック

## 参加ミュージシャン
- ヴィンス・ニール (Vince Neil) - ボーカル
- ミック・マーズ (Mick Mars) - ギター
- ニッキー・シックス (Nikki Sixx) - ベース
- トミー・リー (Tommy Lee) - ドラム
- ジョン・コラビ (John Corabi) - ボーカル